# في مسألة السفور والحجاب (كتاب)
إبراز الحق والصواب في مسألة السفور والحجاب هو كتيب للكاتبة المصرية صافي ناز كاظم صدرت طبعته الأولى سنة 1982م عن مكتبة وهبة للطباعة والنشر بالقاهرة.
الكتاب هو حصيلة مقالات نشر بعضها بمجلة المختار الإسلامي سنة 1980م وقد كتبتها صافي ناز كاظم بعد قراءتها للأعمال الكاملة لقاسم أمين في نسختها الصادرة عن المؤسسة العربية للدراسات والنشر سنة 1976م بتحقيق الدكتور محمد عمارة.
في هذا الكتاب تتساءل صافي ناز كاظم "كيف تحولت قضية تحرير المرأة المسلمة إلى حملة سفور؟ وكيف أخذتْ كلمة "تحرير" مدلول "سفور"؛ رغم أن "التحرير" يأخذ في الإسلام مدلول "الحجاب"؛ حيث كانت "المحجبة" هي "الحرة"، و"السافرة" هي "الأمة"، وترى صافي ناز كاظم أن قضية تحرير المرأة انحرفت "إلى المطالبة بنزعِ الحجاب وحملة للسفور"، كما ترى أن قاسم أمين لم يكن مشغولاً بتحرير المرأة بقدر ما كان مشغولاً بالدعوة إلى محاكاة أوروبا.